# إريك تشابيل
إريك تشابيل (بالإنجليزية: Eric Chappell)‏ هو كاتب سيناريو بريطاني، ولد في 1933 في غرانتهام في المملكة المتحدة.

## وصلات خارجية
- إريك تشابيل على موقع IMDb (الإنجليزية)
- إريك تشابيل على موقع قاعدة بيانات الفيلم (الإنجليزية)